# Caesiumchromat
Caesiumchromat ist eine chemische Verbindung aus der Stoffgruppe der Chromate. Es handelt sich um das Caesiumsalz der Chromsäure. Die Verbindung ist ein giftiges, gelbes Pulver.

## Gewinnung und Darstellung
Caesiumchromat kann durch die Reaktion von Caesiumcarbonat mit Chrom(VI)-oxid gewonnen werden.
{\displaystyle {\ce {Cs2CO3 + CrO3 -> Cs2CrO4 + CO2 ^}}}
Ebenfalls möglich ist die Darstellung durch Reaktion von Caesiumdichromat mit Bariumhydroxid.
{\displaystyle {\ce {Cs2Cr2O7 + Ba(OH)2 -> BaCrO4 + Cs2CrO4 + H2O}}}

## Eigenschaften
Caesiumchromat kristallisiert im orthorhombischen Kristallsystem in der Raumgruppe Pnma (Raumgruppen-Nr. 62) mit den Gitterparametern a = 8,43 Å, b = 6,30 Å und c = 11,20 Å, sowie vier Formeleinheiten pro Elementarzelle.

## Sicherheitshinweise
Wie andere Chromate kann auch Caesiumchromat Krebs erzeugen.